# 南極獅子魚
南極獅子鱼，为輻鰭魚綱鮋形目杜父魚亞目狮子鱼科狮子鱼属的其中一種。分布於東南太平洋區的智利海域，屬深海底棲性魚類，生活習性不明。